# 即將凋逝的音樂盒
《即將凋逝的音樂盒》（日语：こわれかけのオルゴール），又譯快要坏掉的八音盒，是日本同人畫師POP的構想作品，在日本於2009年12月31日發行設定集畫冊同時附一片動畫DVD，製作團隊乃POP所屬之同人社團Electromagnetic Wave；其片長29分鐘（另有一集8分鐘的番外篇，不過DVD並未收錄），台灣由友善之地於2010年2月代理發行中文版。動畫原聲帶於同年4月一樣由友善之地代理。日本於2010年9月18日公開劇場版。

## 大綱
西元2039年夏天，某日下了大雨，敬一郎在一間廟的旁邊看到被丟棄的電子親人（Parents System，簡稱PS，為當時相當盛行的家用型機器人），於心不忍而撿回家。隔天，機器人突然重新啟動，敬一郎因其被丟棄時手上拿著一朵向日葵，故取名為小花。於是他和小花的生活就這麼開始了。在這段期間，原本鬱悶的敬一郎慢慢找回笑容，雖然小花在某一天夜晚的海灘上與敬一郎度過最後的時光，但是小花也有非常開心的回憶……

## 主要角色
小花（FLOWER SSTA-HW104）
聲優 - 淺野真澄
被敬一郎撿回來的家事型電子親人，其實她是第一代的PS，已完全停產。身高145cm，體重39公斤，足吋20-21cm，渴望能永遠待在敬一郎的身邊。
九路 敬一郎
聲優 - 柿原徹也
在大學入學時家人因車禍全部身亡，一個人在家過著鬱悶的生活，也因此退出了之前和要好的朋友一起組成的樂團。

## 相關歌曲
ED
作詞 - 文月真／作曲 - Tsukasa（SOUND ONLINE）／歌 - 佐藤裕美
意境歌曲
作詞 - 川口敬一郎／作曲 - TSUKASA（SOUND ONLINE）／編曲 - kiyoma（GCF）／歌 - 佐藤裕美

## 資料來源
1. ↑  在敬一郎用手機查詢機型時網頁顯示出的資料。

## 外部連結
- 官方網站